# Auriolus
Auriolus is een kevergeslacht uit de familie van de boktorren (Cerambycidae). De wetenschappelijke naam van het geslacht werd voor het eerst geldig gepubliceerd in 1947 door Lepesme.

## Soorten
Auriolus omvat de volgende soorten:
- Auriolus geniculatus Lepesme & Breuning, 1950
- Auriolus presidentialis Lepesme, 1947